# アインシュタイン・ハウス

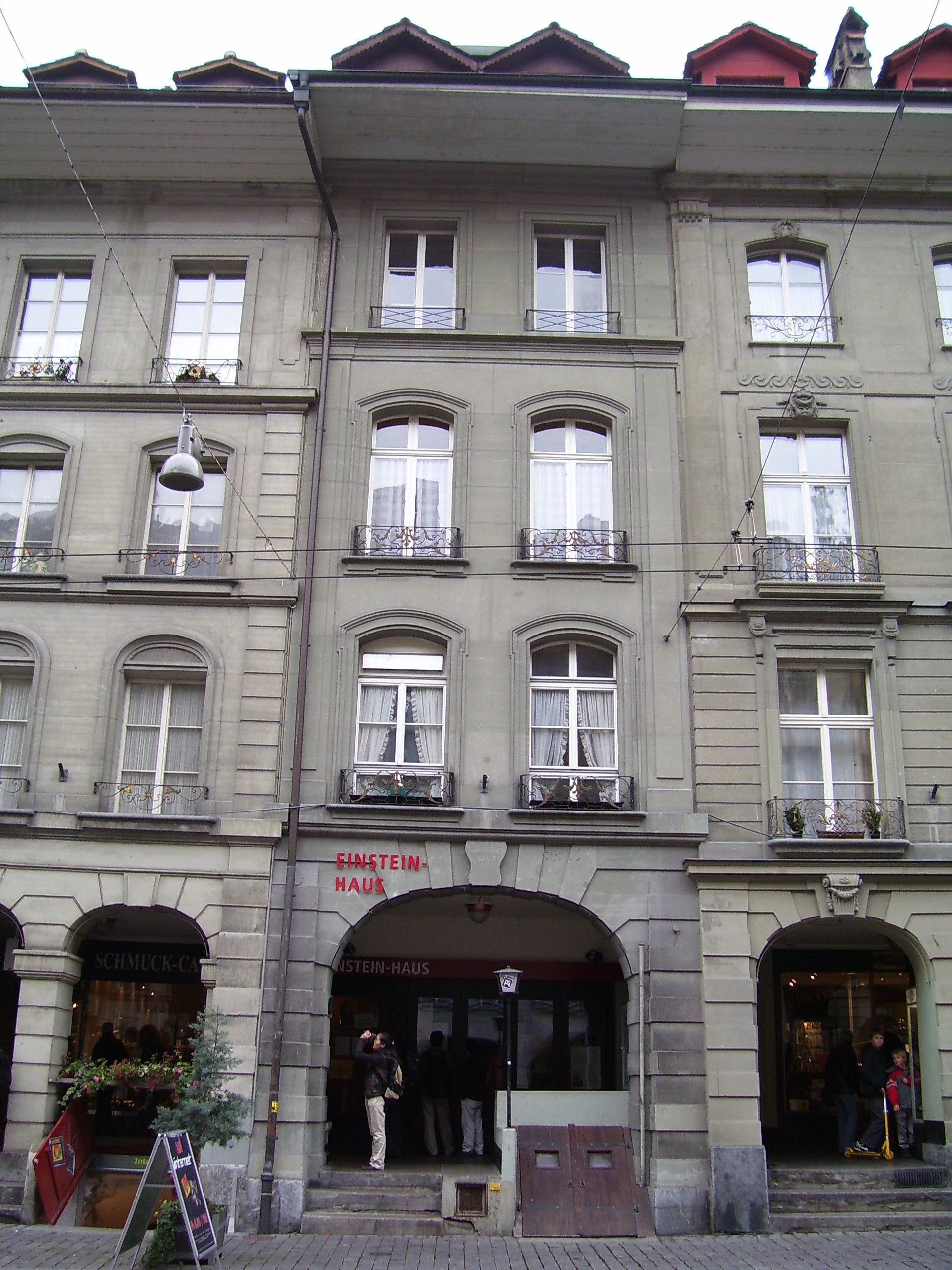
クラム通り49番地

アインシュタイン・ハウス（ドイツ語: Einstein-Haus）は、スイスの首都ベルンにあるアルベルト・アインシュタインの記念館である。世界遺産に登録されているベルン旧市街のクラム通りにあり、ベルンのランドマークとなっているツィットグロッゲから東へ約200メートルの位置である。
1903年から1905年までの3年間、アインシュタインが家族とともにここクラム通り49番地で過ごした。アインシュタイン一家が使っていた家具が当時の状態のまま再現されていると同時に、研究資料や手記が展示されている。
ベルン居住時代のアインシュタインは、特許庁に勤めると同時に自らの研究を進めており、1905年のいわゆる「奇跡の年」には、特殊相対性理論を含む3つの偉大な発見の論文を発表している。同じくベルンには、アインシュタインに関するより多くの展示があるアインシュタイン・ミュージアムもある。